# Чабьер-Цака
Чабьер-Цака (кит. 扎布耶茶卡, тиб. གྲབ་ཡེར་ཚྭ་ཁ) — высокогорное бессточное сверхсолёное содовое озеро в городском округе Шигадзе, Тибетский автономный район, Китай. Озеро дало название минералу англ. Zabuyelite (карбонат лития, Li2CO3).
Площадь водосборного бассейна — 6680 км². Высота над уровнем моря — 4421 м.

## Название
Озеро имеет несколько вариантов транслитерации названия на китайском и тибетском языках (Zabuye, Drangyer, Zabayu, Zhabuye, Chabyer), в англоязычной и русскоязычной географии. Кроме того, в тибетском языке к названию иногда добавляется цака, что означает «солёное озеро».

## География и геология
Площадь озера составляет 243 км², максимальная глубина не превышает двух метров. Озеро состоит из двух частей, соединённых узким проливом. Северная часть условно округлой формы, имеет площадь меньше 100 км², южная — неправильной формы, площадь — менее 150 км². Южная часть мельче северной, часто почти полностью пересыхает, поэтому с воздуха кажется белой из-за выкристаллизовавшегося лития. Солёность озера составляет 360—410 промилле.
Озеро было образовано в меловом периоде и эоцене. Помимо огромного количества карбоната лития, Чабьер-Цака содержит в заметных количествах тетраборат натрия, мирабилит и другие соли щелочных металлов. Содержание химических элементов (грамм на литр): натрий — 160, хлор — 120, калий — 60, бром — 3, бор — 3, литий — 1,2—1,53, рубидий — 0,25, цезий — 0,1, иод — 0,02; содержание ионов (грамм на литр): CO3 — 90, SO4 — 20. Плотность воды составляет 1,4 г/см³, pH — 10. Над озером ежегодно выпадает 193 мм осадков, также запасы воды пополняются таянием снегов с окружающих гор и подземными источниками. Ежегодное испарение с поверхности озера составляет 2342 мм, что всё равно превышает суммарное пополнение вод, поэтому площадь Чабьер-Цака постепенно, но неуклонно сокращается.
В истории озера существовало минимум четырнадцать периодов резкого снижения уровня воды, о чём свидетельствуют чёткие границы по его берегам и на окружающих горах. Последние семь были исследованы с помощью радиоуглеродного анализа, после чего стало известно, что последнее крупное снижение уровня было около пяти тысяч лет назад. Слои с десятого по четырнадцатый находятся выше отметки в 4600 метров над уровнем моря, что означает, что миллионы лет назад Чабьер-Цака не было бессточным, имело гораздо бо́льшую площадь, чем сейчас, а глубина его тогда составляла около 200 метров.
Водные растения в озере не обнаружены.

## Добыча лития
В 1984 году здесь был обнаружен минерал англ. Zabuyelite (карбонат лития, Li2CO3), однако только в 1987 году было доказано, что здесь можно добывать литий в промышленных количествах. В 1999 году была создана компания Zabuye (Shenzhen) Lithium Trading Co., Ltd., которая начала здесь добычу в 2005 году, а в 2008 году соляная шахта озера была признана крупнейшим источником лития во всём Китае. В 2008 году Zabuye (Shenzhen) Lithium Trading Co., Ltd. имела штат в 50 сотрудников, завод на берегу озера, который добыл в том году 1556,5 тонн карбоната лития. Компания планирует в ближайшем будущем увеличить мощность своего завода с 5000 до 20 000 тонн в год, оценивая запасы озера в 8 300 000 тонн карбоната (1 530 000 тонн лития). Впрочем, многие эксперты считают эти числа чересчур завышенными.
Правительство Тибета активно инвестирует в разработку озера: по его оценке, помимо 20 000 тонн карбоната лития, скоро в год здесь будет производиться 5000 тонн хлорида лития, 500 тонн лития, 200 тонн сверхчистого лития, 520 тонн прочих литийсодержащих веществ.